# Samuel Nathan Cohen
Samuel Nathan Cohen, connu sous le nom de Nathan Cohen, (16 avril 1923 – 26 mars 1971) est un critique de théâtre et un animateur canadien. Il est né à Sydney (Nouvelle-Écosse), d'une famille européenne d'immigrés juifs. Il obtient son début dans les médias quand il devient le rédacteur du journal étudiant de l'Université Mount Allison. Cohen est considéré le seul critique de drame sérieux du pays pendant les décennies suivant la Deuxième Guerre mondiale, la période où le théâtre canadien devient établi. Après sa graduation de Mount Allison, il est le rédacteur du « Gazette de Glace Bay ». Il déménage de manière permanente à Toronto en 1945 et écrit pour divers médias communistes canadiens. En 1948, il devient le critique de théâtre pour la radio de CBC. Quand la CBC commence des émissions de télévision pendant les années 1950, Cohen devient l'un de leurs premiers présentateurs du talk-show. Il se joint au Toronto Daily Star en 1959, et travaille en tant que leur critique de théâtre jusqu'à sa mort en 1971.